# 台湾通史
台湾通史（たいわんつうし）は、連横（連雅堂）が執筆した台湾の通史。

## 概要
連横は日本による台湾統治が開始されたことに刺激を受け、1908年から1918年の10年間をかけて『台湾通史』を著した。内容は、隋から台湾民主国までの1,300年間にわたり、司馬遷の『史記』の紀伝体にならっている。内容は紀4、志24、伝60の88篇36巻に分かれ、さらに附表101項目が付属している。1920年に台湾通史社より出版された。
台湾民主国を扱う巻名は当初「独立紀」としていたものを、政治情勢を考慮し「過渡紀」に改名するなど内容変更はあったが、出版後は各方面より高い評価を受け、当時の台湾総督府民政長官であった下村宏も高く評価し序文を寄せている。一方、歴史学者である楊雲萍はその内容を高く評価しつつも、下記の問題点を指摘している。
- 連横が採用した史料が限定的である
- 他人の作品を極端に引用している
- 史料批判が不十分であり、一部は創作が含まれる
- 地名及び人物に誤りが多い

『台湾通史』は、台湾人による初めての通史である。しかし、「大中国主義」の観点から執筆されたものである。台湾人の立場からの通史は、史明の『台湾人四百年史』（1962年）を待つことになる。

## 刊本
- 連横 『台湾通史』（台湾通史社出版、1920年）